# Operation Suffice
1941

Versenkung der Force Z 
1942

C –
Ironclad 
1944

Diplomat –
Cockpit –
Transom –
Councillor –
Pedal –
Crimson –
Banquet –
Light –
Millet –
Outflank –

ab 22. Nov. als British Pacific Fleet Robson 
1945

Lentil –
Meridian –
Suffice –
Stacey –
Transport –
Onboard –
Penzance –
Passbook –
Sunfish –
Bishop –
Dukedom –
Mitre –
Irregular –
Balsam –
Bedlam Green –
Collie –
Livery –
Jurist –
Tiderace
Die Operation Suffice war eine Unternehmung der britischen Eastern Fleet (East Indies Station) unter dem Kommando von Vizeadmiral Sir Arthur Power während des Pazifikkriegs im Zweiten Weltkrieg. Dabei sollten die Gewässer östlich der von Japan besetzten Andamanen- und Nikobaren-Inselgruppen nach japanischen Schiffen durchkämmt werden.
Die aus den vier Zerstörern Rotherham, Roebuck, Rapid und Rocket zusammengestellte Force 68 verließ am 21. Februar 1945 Trincomalee auf Ceylon um die Operation Suffice auszuführen.
Nachdem bis zum 24. Februar keinerlei Sichtung japanischer Schifffahrt erfolgte. bombardierten die Schiffe die Kokosinseln. Dabei wurden über 1.000 Schuss 4,7-Zoll-Granaten von den vier Schiffen abgefeuert und eine japanische Radarstation möglicherweise außer Gefecht gesetzt.
Am nächsten Tag erreichten die Schiffe Akyab in der Küstenregion Arakan in Burma.